# دسترسی محافظت شده از وای-فای

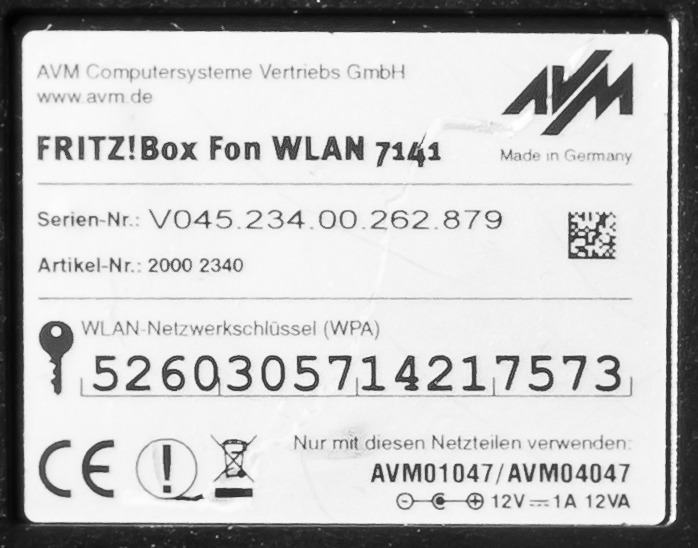
نمونه ای از جزئیات یک دستگاه Wi-Fi

دسترسی حفاظت شده به Wi-Fi، دسترسی حفاظت شده به Wi-Fi 2 و دسترسی حفاظت شده به Wi-Fi 3 سه پروتکل امنیتی و برنامه‌های صدور گواهینامه امنیتی هستند که اتحادیه Wi-Fi برای ایمن‌سازی شبکه‌های رایانه ای بی‌سیم توسعه داده‌است. اتحادیه Wi-Fi این پروتکل را در واکنش به نقاط ضعفی که محققان در سیستم قبلی یعنی " محرمانگی معادل سیمی (WEP)" یافته بودند، تعریف کرد.
WPA (که گاهی اوقات به صورت پیش نویس استاندارد IEEE 802.11i از آن نام برده می‌شود) در سال ۲۰۰۳ در دسترس قرار گرفت. اتحادیه Wi-Fi با پیش‌بینی در دسترس بودن WPA2 که امن تر و پیچیده‌تر است و در سال ۲۰۰۴ منتشر شد، در نظر داشت WPA به عنوان راهکاری موقت وجود داشته باشد.
در ژانویه سال ۲۰۱۸، اتحادیه Wi-Fi از انتشار WPA3 با چندین پیشرفت امنیتی نسبت به WPA2 خبر داد.